# عزلة الزاهر (البيضاء)

تعديل مصدري - تعديل

عزلة الزاهر هي إحدى عزل مديرية الزاهر في محافظة البيضاء اليمنية ويبلغ تعداد سكانها 7939 نسمة حسب التعداد السكاني في اليمن لعام 2004.